# Sylvain Grysolle
Sylvain Grysolle (Wichelen, 12 de diciembre de 1915 - Aalst, 19 de enero de 1985) fue un ciclista belga que fue profesional entre 1935 y 1950, consiguiendo 47 victorias. 
Los seux éxitos más importantes serían una Flecha Valona, un Tour de Flandes y varias etapas a la Vuelta en Bélgica y a la Vuelta en Alemania.

## Palmarés
- 1935
  - 1º en la Copa Sels
- 1936
  - 1º en la Copa Sels
  - 1º en la Gante-Amberes
  - 1º en la Bruselas-Bellaire
  - 1º en Kruishoutem
- 1937
  - 1r al Grote Scheldeprijs
  - 1r al Gran Premio de la villa de Zottegem
  - 1r a Heusden
- 1938
  - 1º en el Campeonato de Flandes
  - 1º en el Circuito de las Regiones Flamquenques
  - Vencedor de una etapa del Circuito del Oeste
- 1939
  - 1º en Lessines
  - 1º en Heusden
  - 1º en Oostkamp
  - Vencedor de 4 etapas de la Vuelta en Alemania
  - Vencedor de una etapa a la Vuelta en Bélgica
- 1941
  - 1º en la Flecha Valona
  - 1º en Eeklo
  - 1º en Gosselies
  - 1º en Haillot
  - 1º en Ophasselt
- 1942
  - 1º en la St.Lievens-Houtem
- 1943
  - 1º en la St.Lievens-Houtem
  - 1º en Marcinelle
- 1944
  - 1º en el Gran Premio Grande Pulse 1r de mayo de Hoboken
  - 1º en Scheldewindeke
  - Vencedor de una etapa al Circuito de Bélgica
- 1945
  - 1º en Tour de Flandes
  - 1º en el Campeonato de Flandes
  - 1º en la Bruselas-Berchem
  - 1º en Melle
  - 1º en Sinaai-Waas
  - Vencedor de una etapa a la Vuelta en Bélgica
- 1946
  - 1º en el Circuito de las 11 villas
  - 1º en Nazareth
  - 1º en St.Gillis-Waas
  - 1º en Zele
  - 1º en Elfstedenronde
- 1947
  - 1º en el Gran Premio de Routiers Prior
  - 1º en Mere
  - 1º en Asper
  - 1º en Duffel
- 1948
  - 1º en la Het Volk
  - 1º en Mere
  - 1º en Eke